# Isotoma maritima
Isotoma maritima is een springstaartensoort uit de familie van de Isotomidae. De wetenschappelijke naam van de soort is voor het eerst geldig gepubliceerd in 1871 door Tullberg.